# Chacmultún

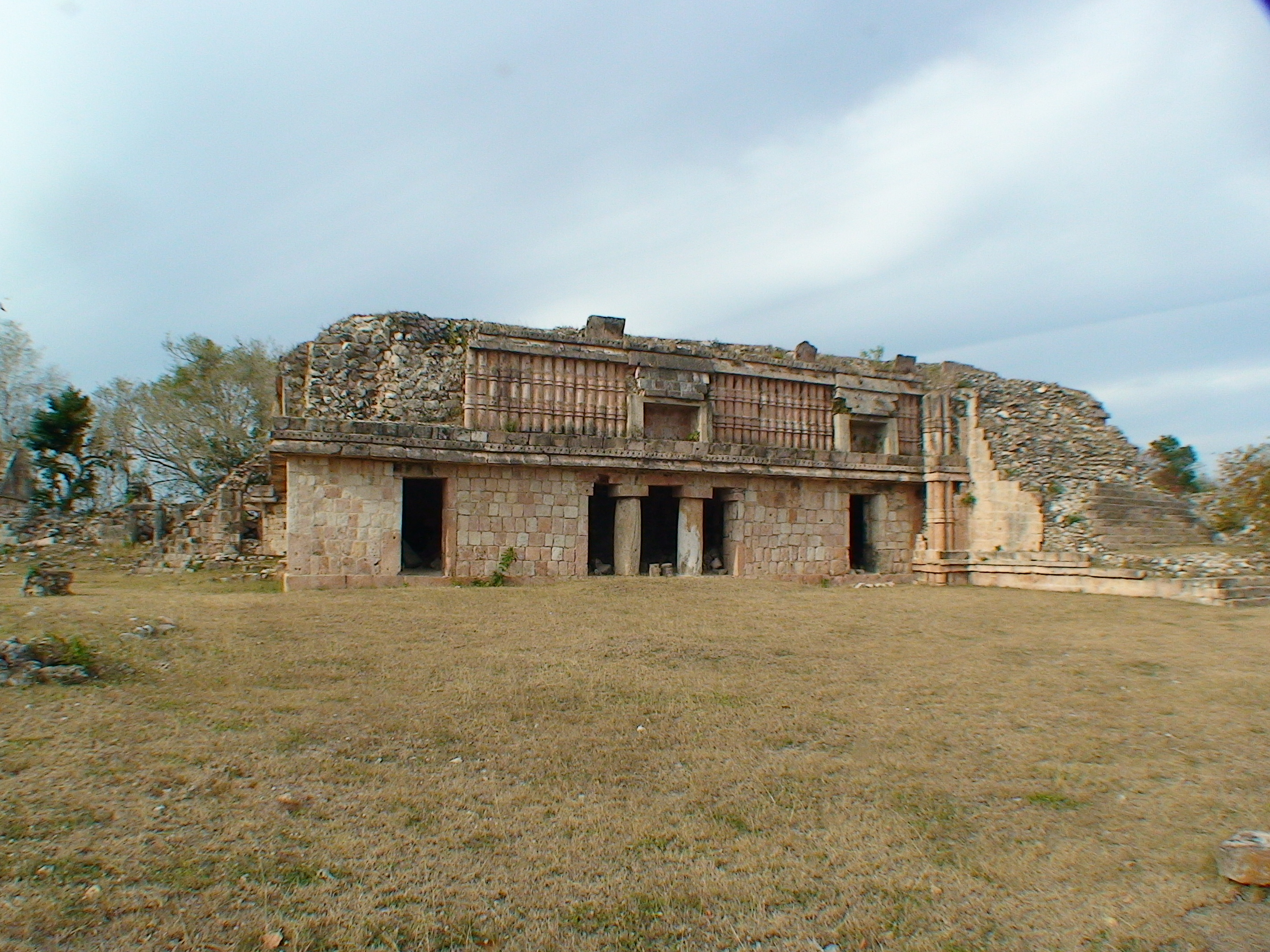
Gruppe Chacmultún, Gebäude 1

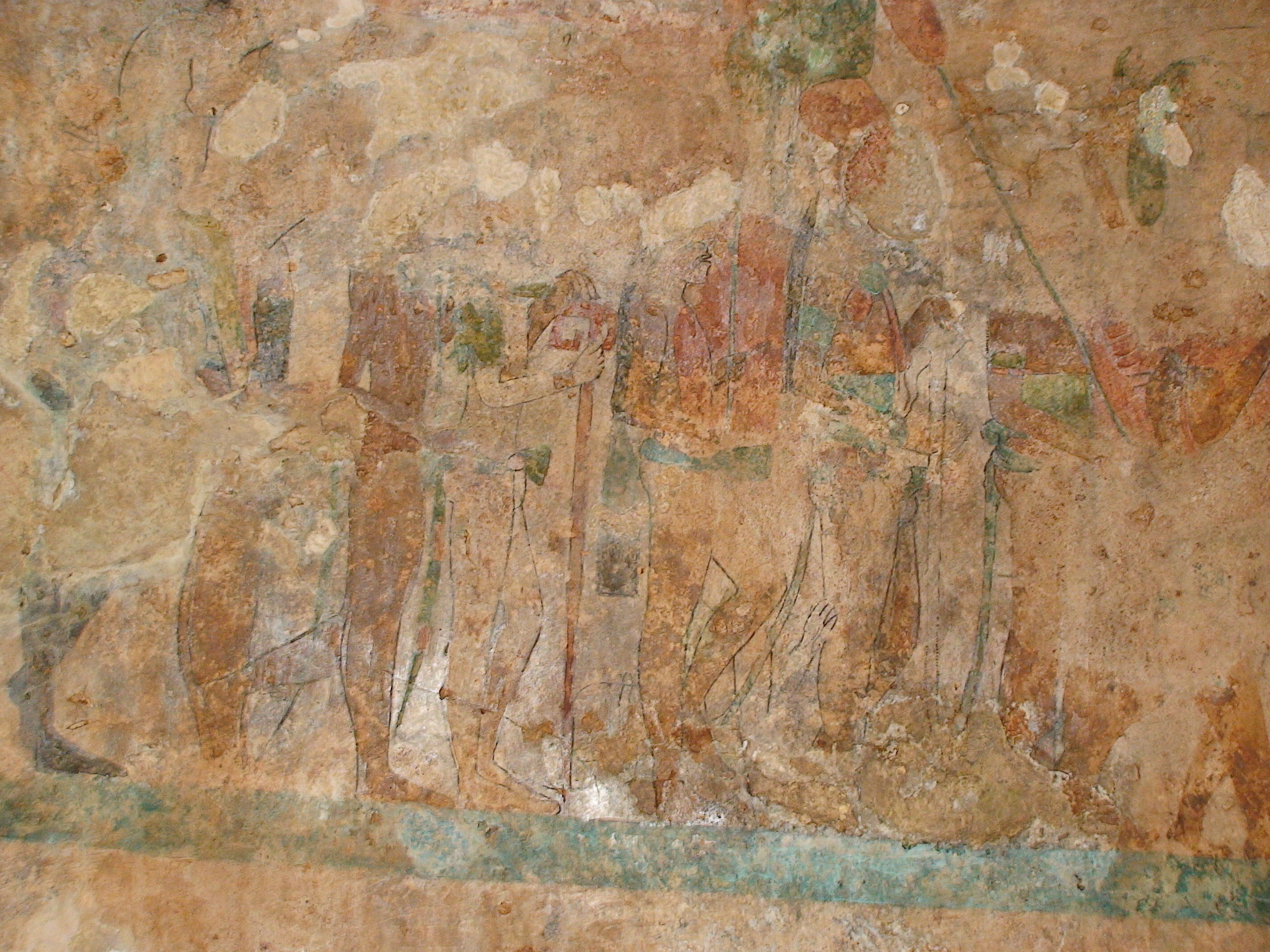
Gruppe Chacmultún, Gebäude 3, Wandgemälde

Chacmultún ist eine Ruinenstätte der Maya im mexikanischen Bundesstaat Yucatán.

## Toponym
In der Maya-Sprache Yucatáns bedeutet Chacmultún in etwa „Hügel der roten Steine“. Wie in vielen Fällen im mesoamerikanischen Kulturbereich ist es unbekannt, ob der Ort in seiner Blütezeit denselben Namen trug.

## Lage
Chacmultún (Dorf und Ruinenstätte) liegt etwa 128 Kilometer (Fahrtstrecke) südlich von Mérida und ca. 7 Kilometer südwestlich der modernen Kleinstadt Tekax. Mehrere andere Stätten der Puuc-Region (Labná, Xlapak, Sayil) liegen maximal 50 Kilometer in westlicher Richtung entfernt.

## Geschichte
Über die frühe Geschichte Chacmultúns ist wenig bekannt – man datiert die ersten Siedlungsspuren auf etwa 300 n. Chr. Die meisten Stätten der Puuc-Region wurden erst spät besiedelt oder mit steinernen Tempeln und Palästen versehen (7./8. Jahrhundert n. Chr.). Der Ort wurde um 1200 n. Chr. endgültig verlassen – nur Jäger und später Chicle-Sammler wussten von der Existenz der Stätte.
Der erste Forscher vor Ort war Teobert Maler. Er verfasste einen Bericht, zeichnete präzise Pläne und erstellte eine Reihe von ausgezeichneten Fotografien. Eine ausführliche Untersuchung der Ruinenstätte führte kurze Zeit später Edward Thompson durch. Zu nennen ist ferner eine kurze Studie von Antonio Benavides, der jedoch die oberen Bauten des Xeth Pool nicht erwähnte. Nach vereinzelten Konsolidierungen finden seit ungefähr 2000 Ausgrabungen vor allem im Bereich des unteren Niveaus der Zentralgruppe und beim Ballspielplatz statt.

## Ruinenstätte
Die der Puuc-Zone zuzuordnende Ruinenstätte wird durch vier räumlich voneinander entfernte Gruppen gebildet: Die Zentralgruppe (grupo central) dicht neben der für den Ort namensgebenden Gruppe Chacmultún, der Ballspielplatz jenseits des Parkplatzes, weiter südlich die Gruppe Cabalpak und im Osten auf einem steilen Hügel die Gruppe Xeth Pool. Allen Gruppen gemeinsam ist das Fehlen einer großen mehrstufigen Tempelpyramide – der Bau von Palästen etc. stand eindeutig im Vordergrund des Interesses.

### Gruppe Chacmultún und Zentralgruppe

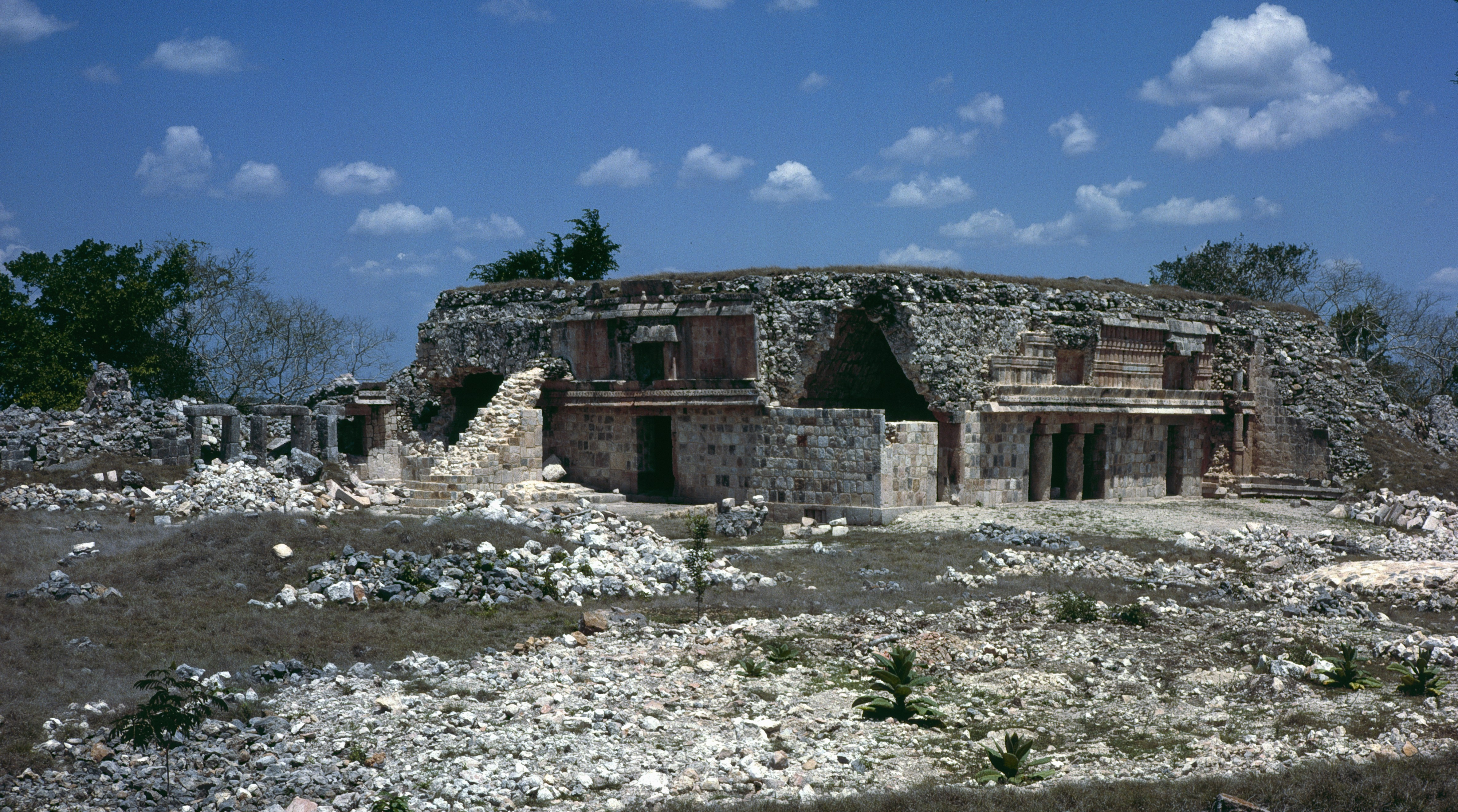
Gruppe Chacmultún, Gebäude 1

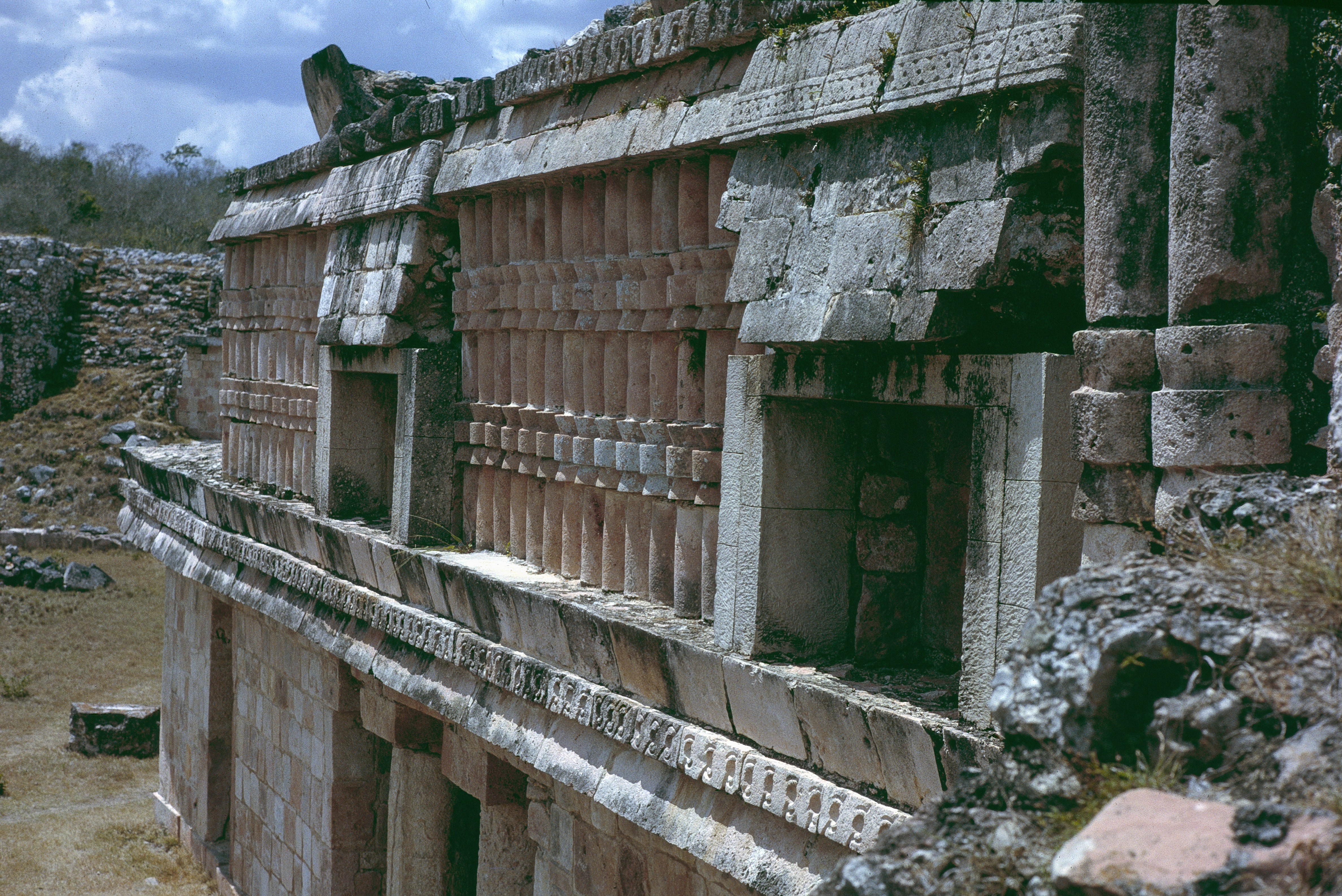
Gruppe Chacmultún, Gebäude 1, Detail der Fassade

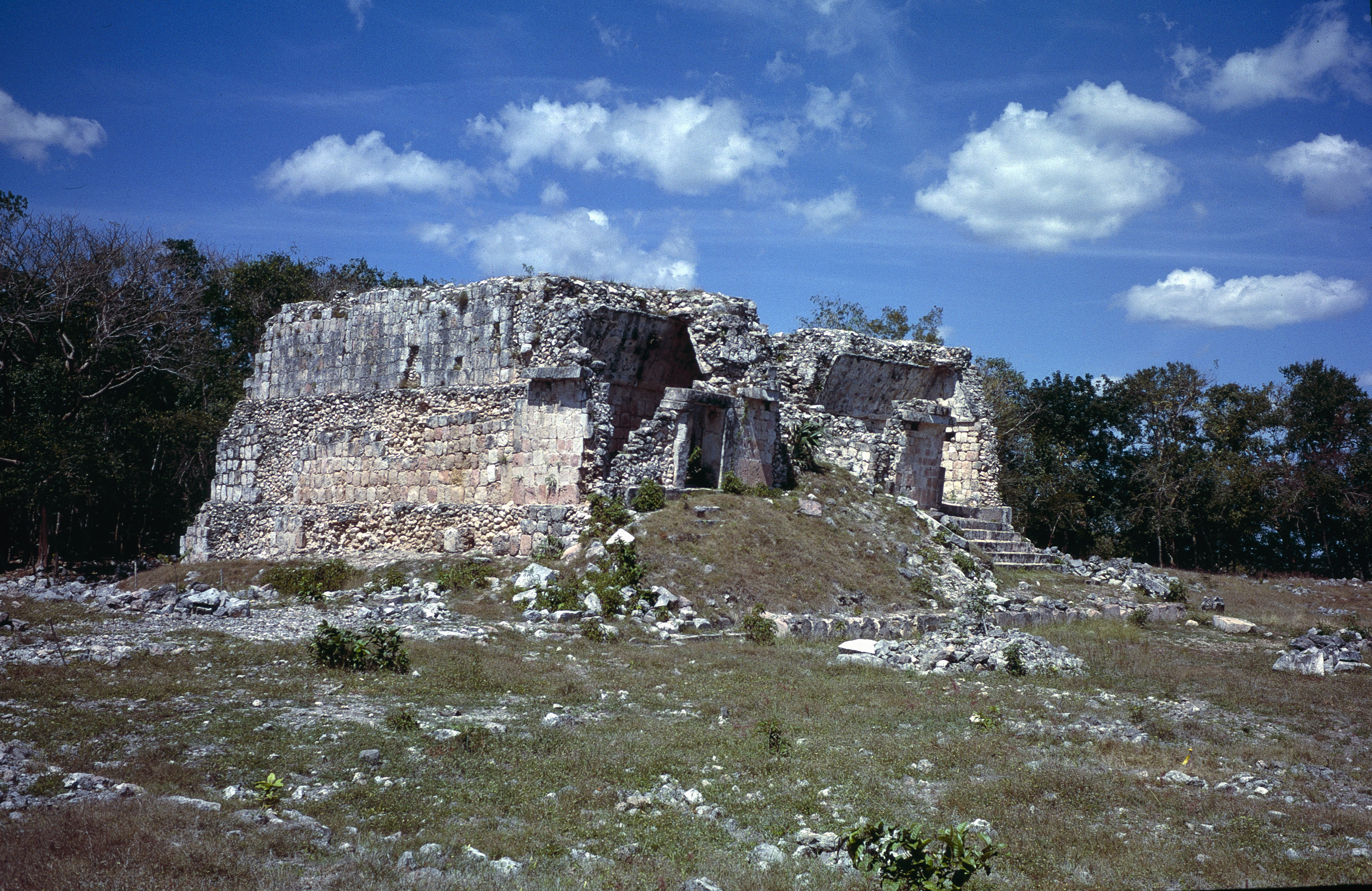
Gruppe Chacmultún, Gebäude 2

Die Gruppe Chacmultún (auf sie beziehen sich die Koordinaten im Kopf des Artikels) liegt auf einer großen und hohen Terrasse, zu der mehrere Teppen hinaufführen und deren südliche und östliche Front von einer Reihe von Räumen gebildet wird. Eine solche Reihung von Räumen ist in der Maya-Architektur ziemlich einzigartig und kommt ansonsten nur noch in Uxmal vor.
Gebäude 1
Auf der Oberfläche der großen Terrasse steht im Osten ein längsrechteckiges Palastgebäude mit mehreren Räumen, die rund um einen massiven Kern angeordnet sind. Das Gebäude umfasste ursprünglich rund 20 Räume. Auf das Dachniveau, auf dem zweifellos ein weiteres Stockwerk vorgesehen war, führen von der Südseite eine breite und von der Westseite eine ungewöhnlich schmale Treppe hinauf. Unmittelbar neben einem stark zerstörten Seitenflügel auf der Nordseite stehen drei Portale, die nur aus wenigen großen Steinplatten zusammengesetzt sind.
Die Fassade entspricht dem klassischen Puuc-Säulchenstil. Die untere Wandfläche oberhalb eines einfachen Sockels ist glatt und undekoriert. Die Eingänge sind teilweise mit zwei Säulen und aufliegenden Kämpferplatten ausgeführt. Das mittlere Gesims besteht aus drei Bändern, mit einem schlangenförmigen Motiv in der Mitte. Die obere Wandfläche zeigt Säulchen mit zwei Bindungen und in Abständen die Darstellung von Hauseingängen unter einem glatten Dach mit Verzierungen im oberen Teil. Gemeint sind hier möglicherweise – abweichend von dem üblichen Muster – Bauten mit glattem Steindach. Das obere Gesims ist ähnlich dem mittleren gestaltet, allerdings stehen aus dem mittleren Band hier zahlreiche kugelförmige Steine (Phalli?) heraus.
Gebäude 2
Dieses Bauwerk ist mit seinem nahezu quadratischen Grundriss und anderen Details einzigartig. Es besteht im Wesentlichen aus einem massiven Mauerblock ohne Innenräume. Lediglich auf der Hinterseite findet sich ein schmaler Eingang, der zu einem der Rückwand parallel verlaufenden engen und blind endenden Gang führt. Auf der Vorderseite führt eine breite Treppe zum nicht bebauten Dachniveau hinauf. Auf den beiden Seiten der Treppe liegt je ein Raum mit einfachem Eingang. Die Nutzung dieses massiven Bauwerks ist völlig unklar.
Gebäude 3
Das etwas tiefer liegende und dreiflügelig abgewinkelte Gebäude 3 umfasst insgesamt 16 Räume; an der Rückwand des Raumes 10 befinden sich eine (Altar-)Platte und schlecht erhaltene Malereien, die als Darstellung einer Prozession gedeutet wurden.

### Ballspielplatz
Nahe der Zentralgruppe liegt unter anderem der 'H'-förmige Ballspielplatz mit seinen seitlichen Schrägen, die für das Zurückrollen des Vollgummiballes ins Spielfeld gedacht waren. Ungewöhnlich ist die rückwärtige Treppe, die direkt auf eine der seitlichen Spielflächen hinabführt.

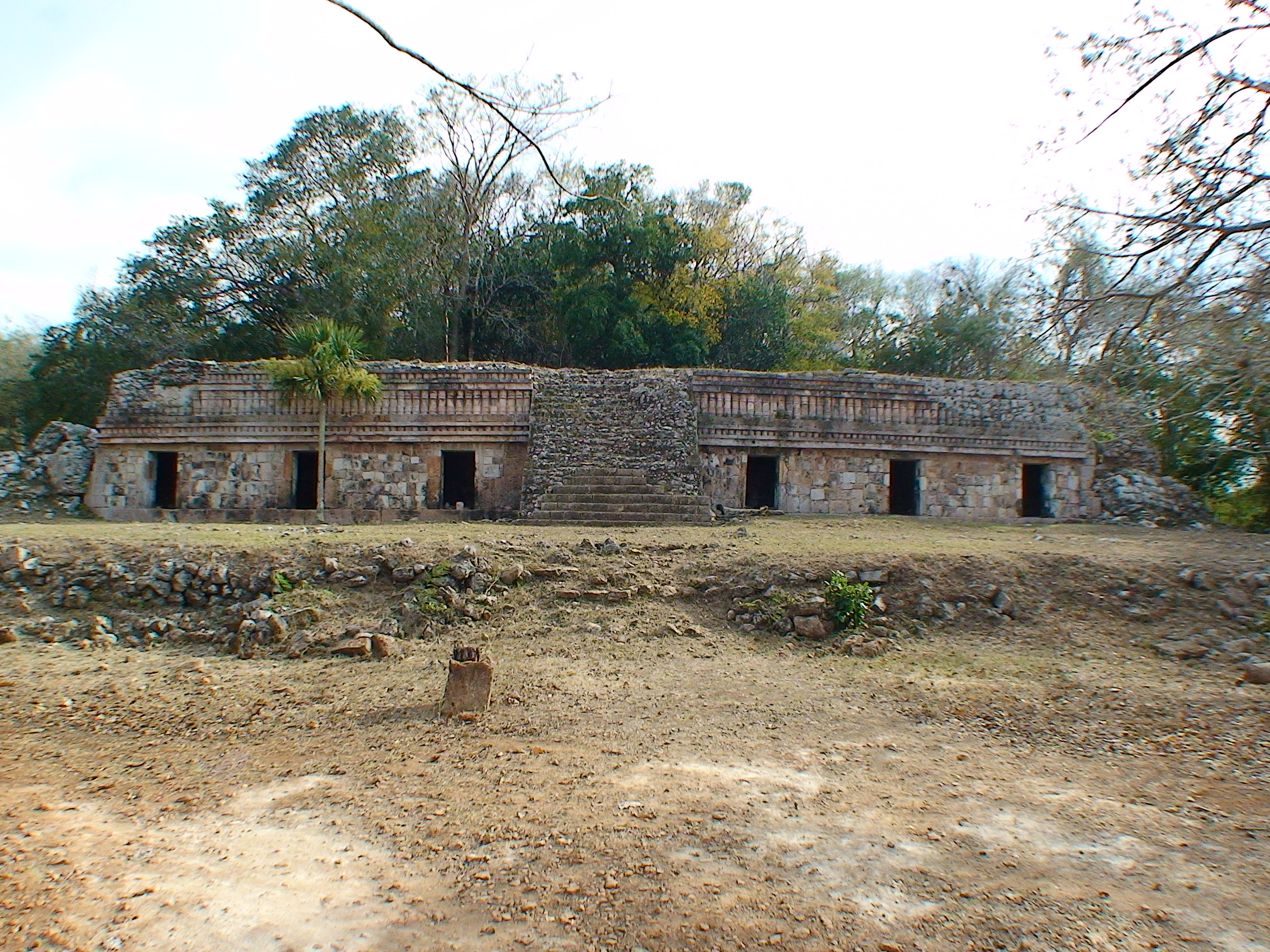
Cabalpak-Gruppe – Gebäude 5

### Gruppe Cabalpak
Das gut erhaltene Gebäude 5 (Koordinaten 20° 10′ 12,8″ N, 89° 20′ 41,4″ W) liegt am Fuß eines Hügels, auf dessen darüberliegendem Abhang sich stark zerstörte Bauten mit davorliegenden Freiflächen auf mehreren Niveaus befinden. Beidseitig einer breiten Mitteltreppe befinden sich jeweils drei Räume; die darüberliegenden Dachfronten zeigen das übliche Dekor aus aneinandergereihten Säulchen inmitten von gesimsartigen Vorsprüngen.
Mit seiner strengen Axialsymmetrie und der Hinter- bzw. Übereinanderstaffelung der Bauten stach der Cabalpac-Komplex aus dem Ensemble heraus.

### Gruppe Xeth Pool
Die Gruppe (Koordinaten 20° 10′ 8,6″ N, 89° 20′ 19,6″ W) besteht aus mehreren Bauten, die auf dem obersten Teil eines Hügel und seiner Kuppe angeordnet sind und zumindest teilweise den Eindruck eines mehrstöckigen Komplexes erwecken. Die Dachfronten sind zwar durch umlaufende Gesimse gegliedert, aber weitgehend dekorlos. Einige Innenräume des Hauptgebäudes haben an ihrer Rückwand steinerne Bänke.

## Bilder

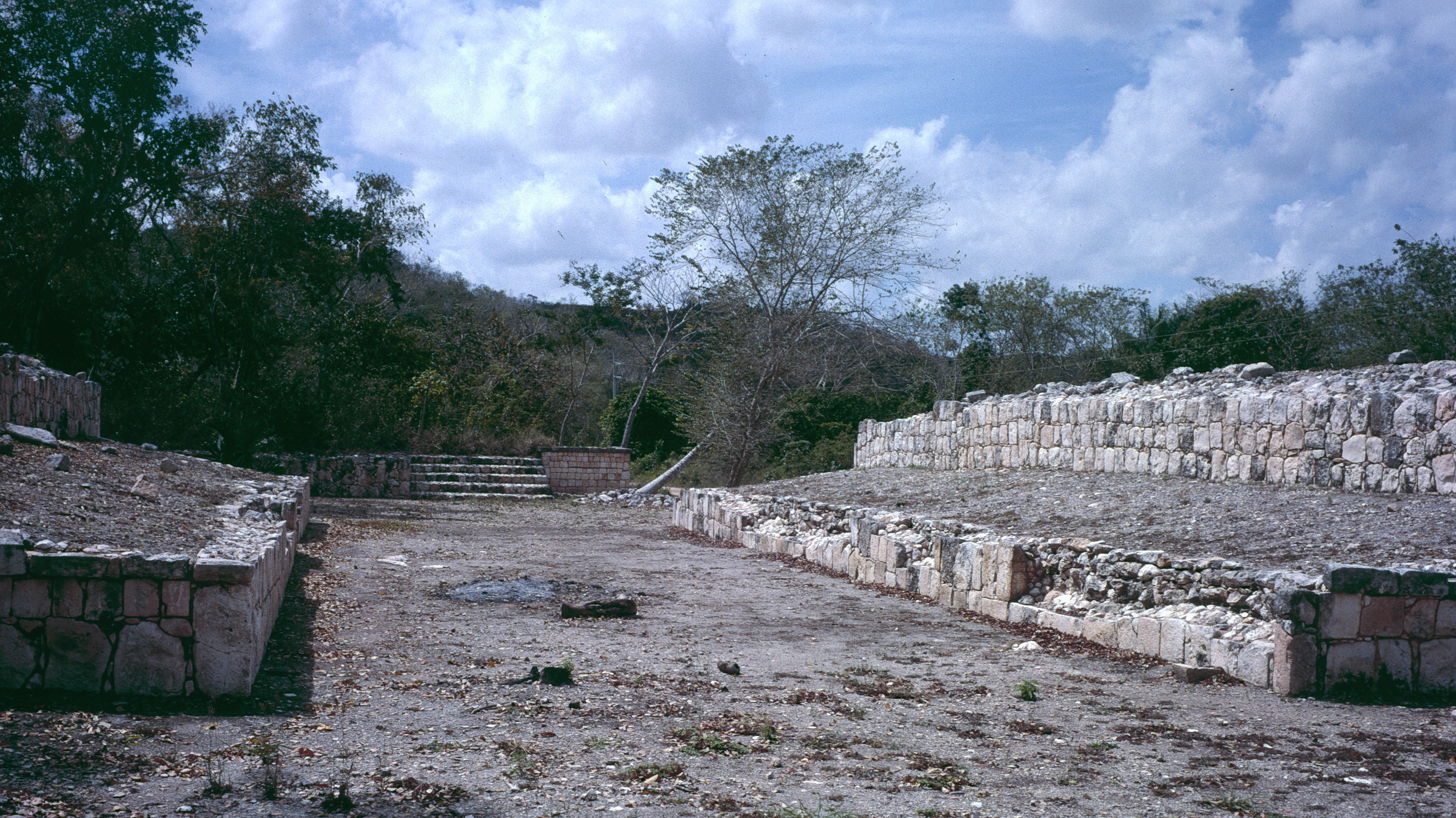
Ballspielplatz
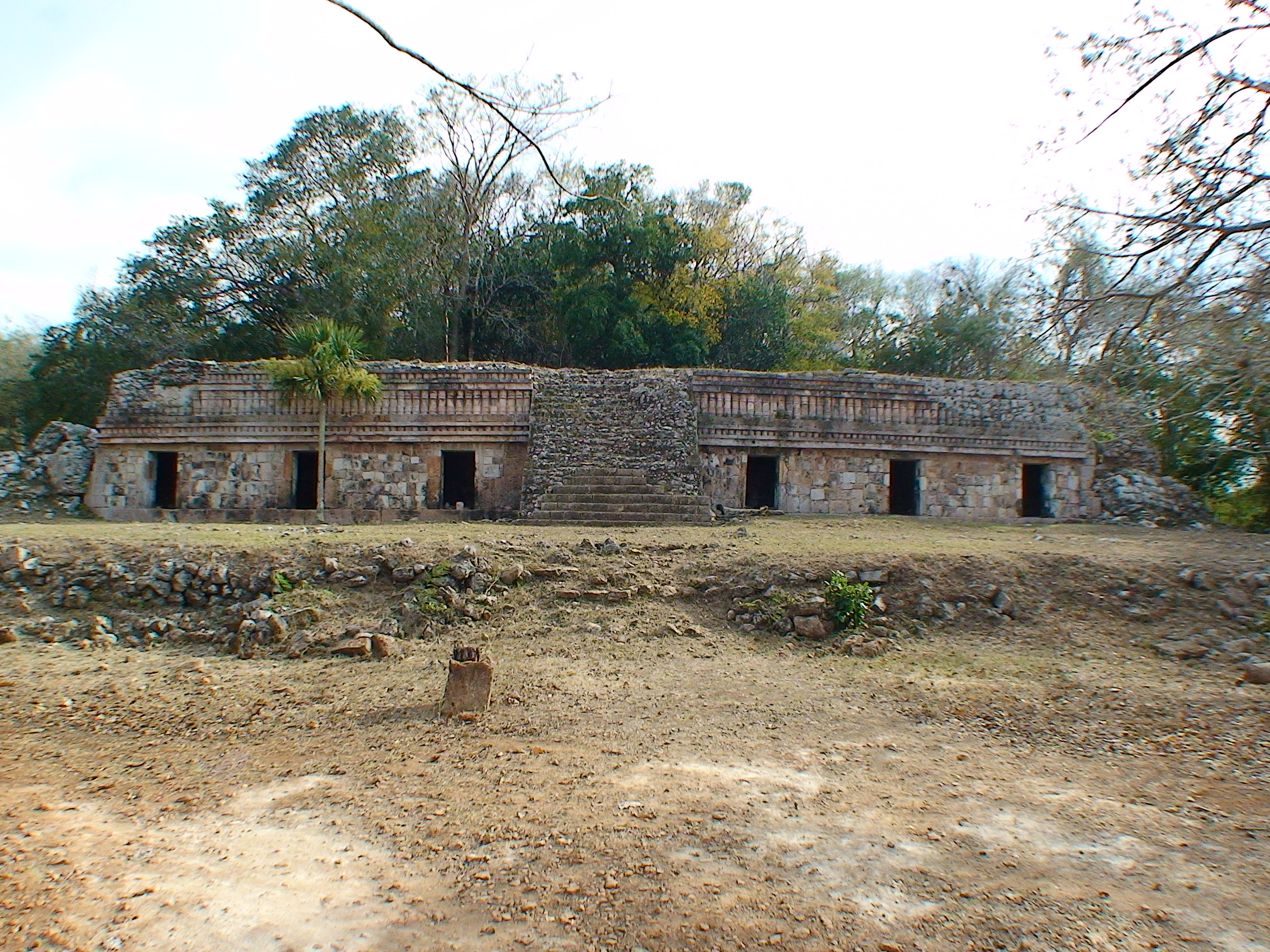
Gebäude Cabalpak
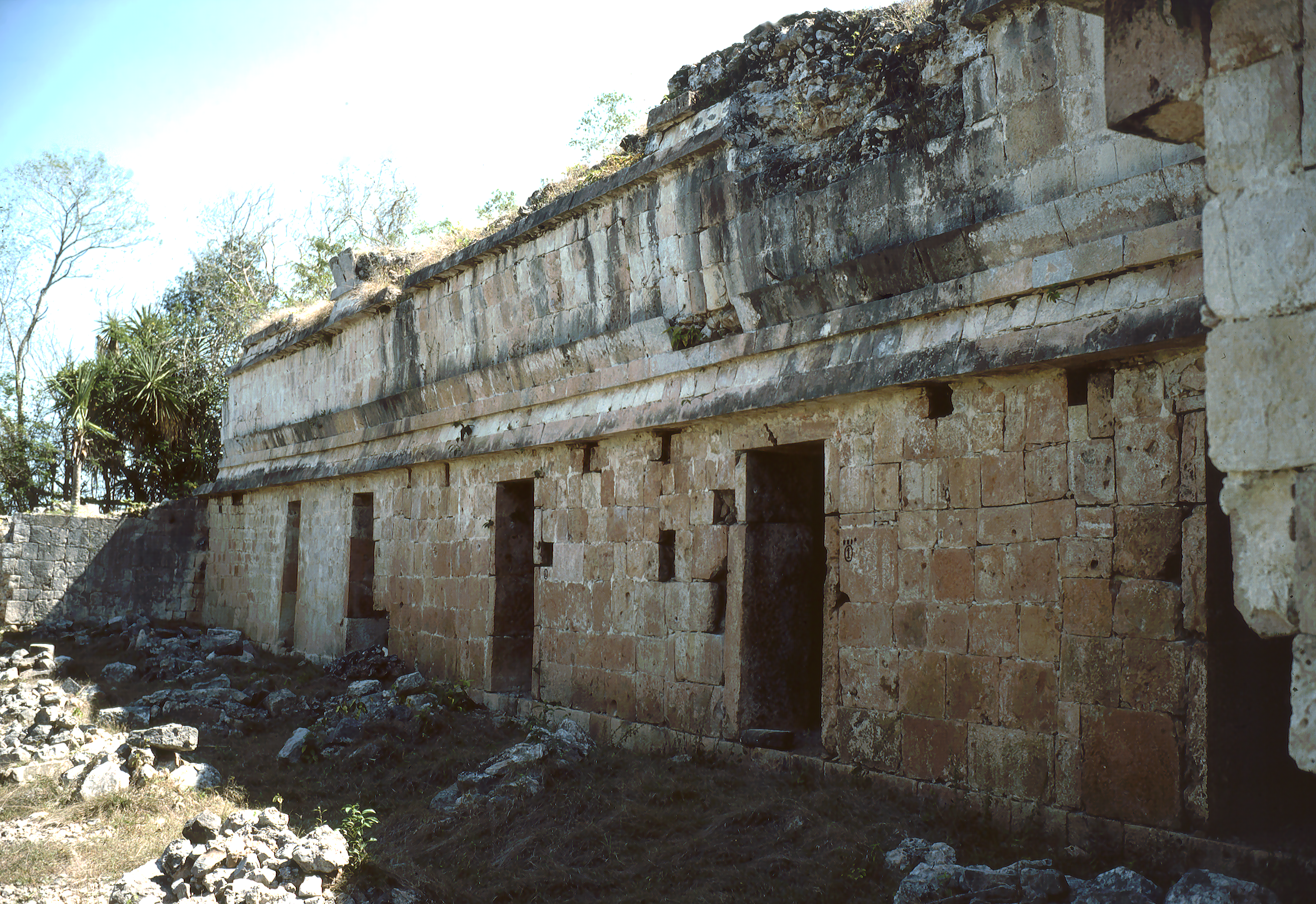
Gruppe Xeth Pool, unteres Gebäude
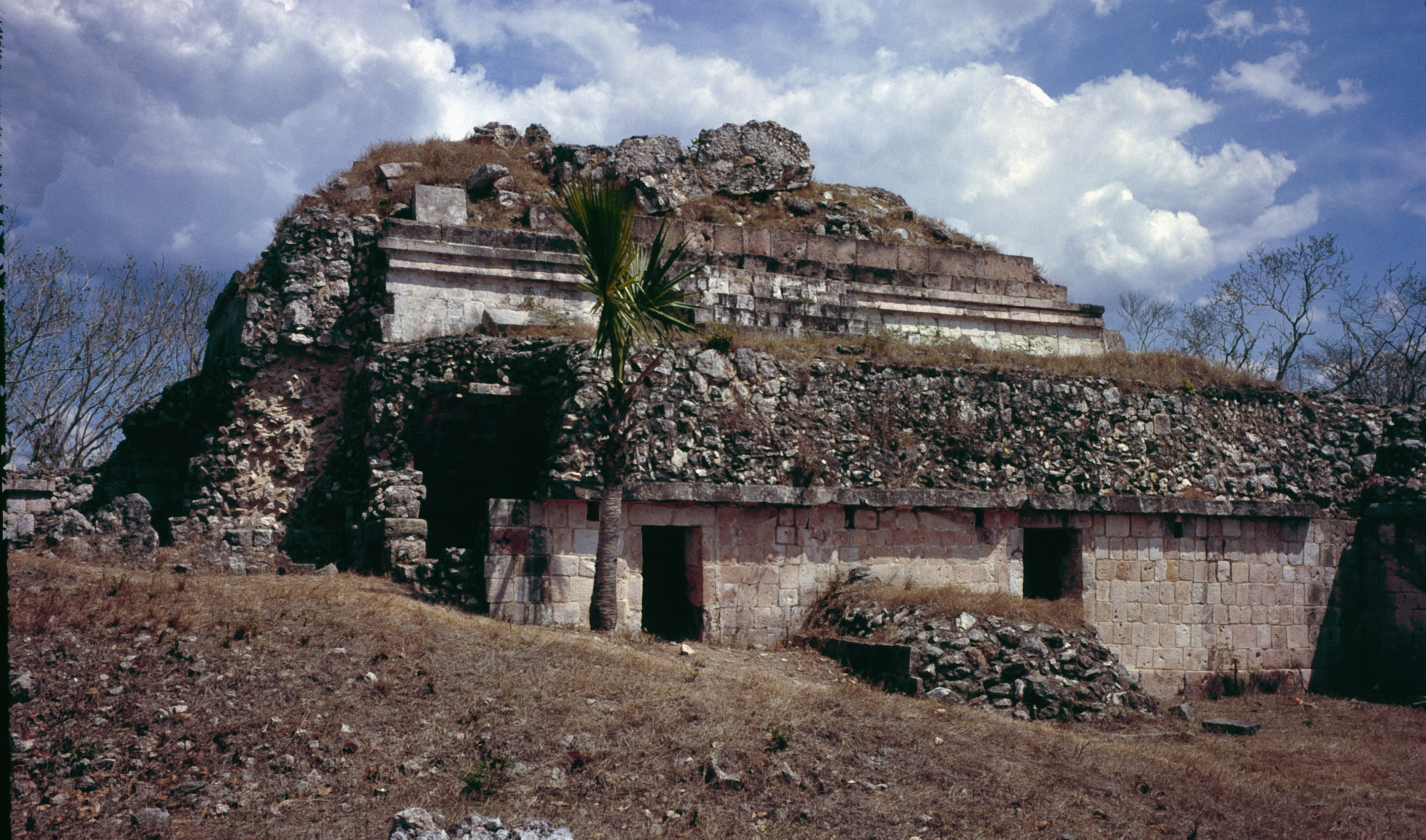
Gruppe Xeth Pool, oberes Gebäude